# سونيك بين بل بارتي
سونيك بين بل بارتي (بالإنجليزية: Sonic Pinball Party)، هي لعبة فيديو يابانية، من تطوير سونيك تيم وجوبيتر، ومن نشر شركة سيغا، صدرت اللعبة في الأسواق سنة 2003، وتعمل على منصة غيم بوي أدفانس الحصرية.

## روابط خارجية
- سونيك بين بل بارتي على موقع IMDb (الإنجليزية)